# Chemins de fer de l'Indochine et du Yunnan
Les chemins de fer de l'Indochine et du Yunnan constituent une ligne ferroviaire longue de 855 km environ, qui relie Haïphong (Vietnam) à Kunming dans la province du Yunnan (Chine).

## Description
La ligne de chemin de fer de l'indochine et du Yunnan comprend deux parties :
- la ligne de chemin de fer d’Haïphong à Lào Cai, sur la frontière avec la Chine d'environ 385 km,
- la ligne de chemin de fer entre Lào Cai et Kunming (chinois : 云南府 ; pinyin : Yúnnán fǔ ; EFEO : Yunnanfou) d'une longueur de 468 km.

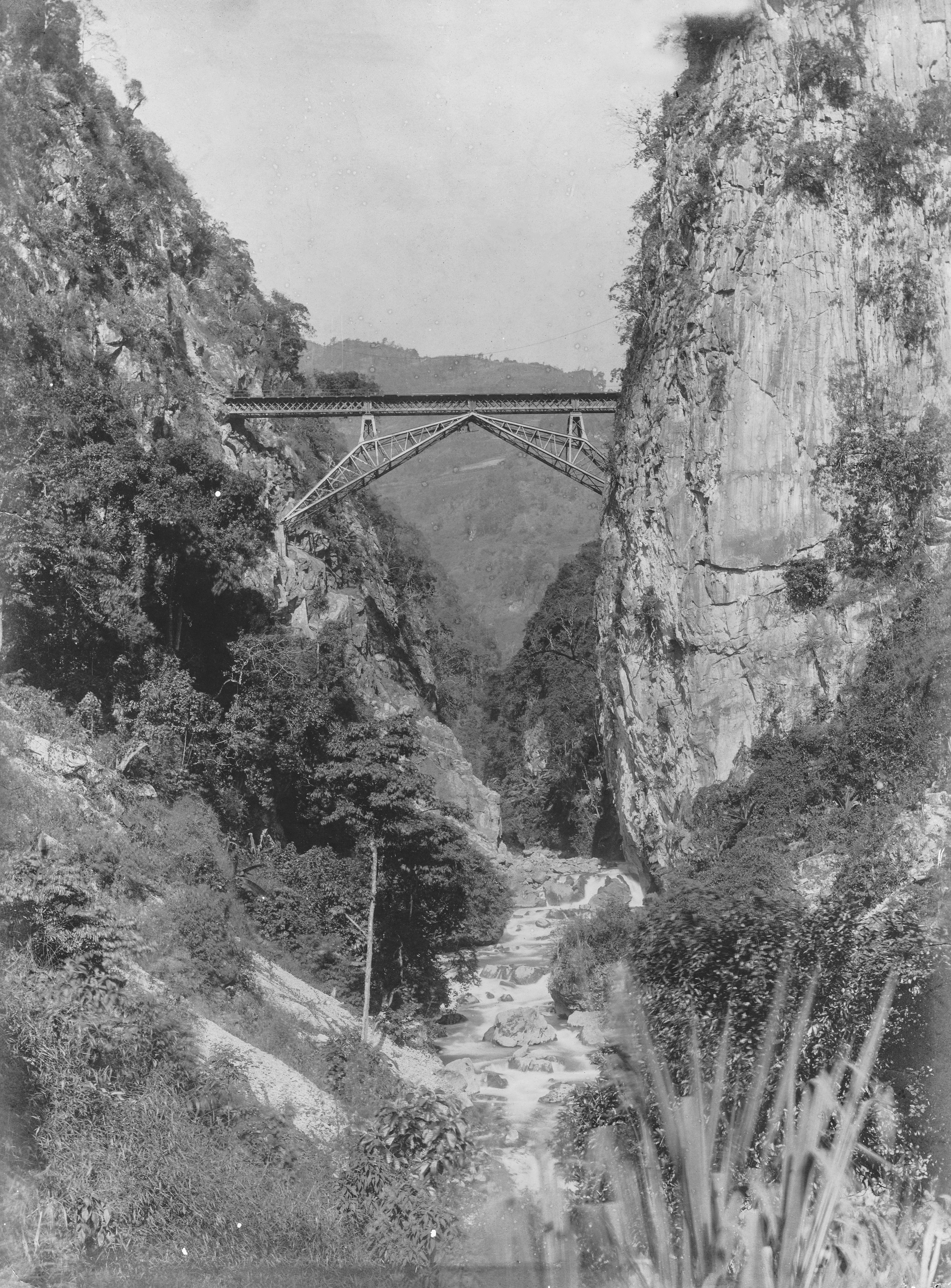
Le viaduc de Faux-Namti sur la ligne de l'Indochine et du Yunnan.

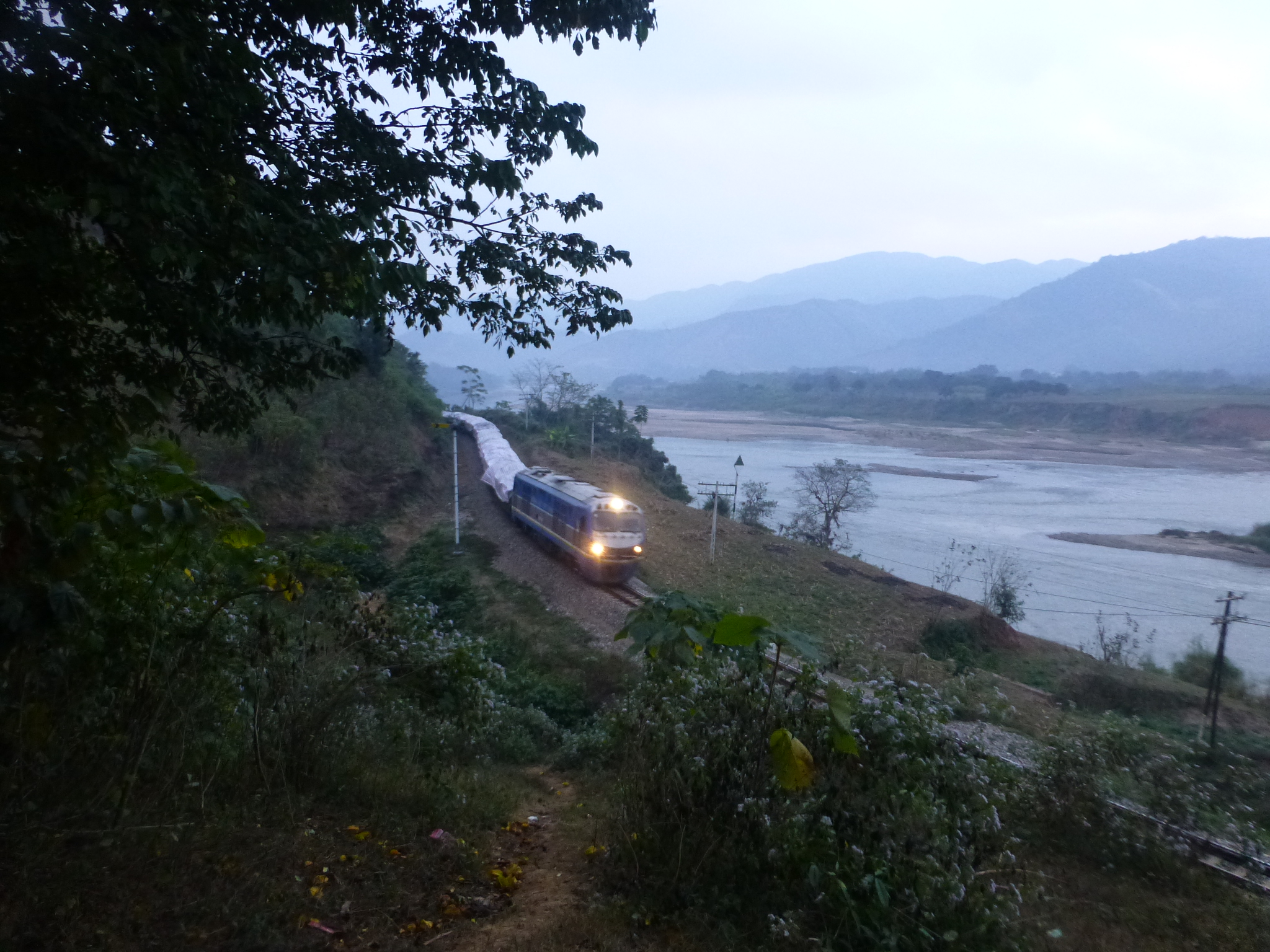
Un train de fret près de Kim Song, entre Lao Cai et Pho Lu

Cette ligne de chemin de fer fait partie du plan de développement du chemin de fer en Indochine, le Transindochinois, mis en place le gouverneur général de l'Indochine, Paul Doumer et qui prévoit la construction d'un ensemble de 3 200 km de lignes. La loi du 25 décembre 1898 autorise le Gouvernement indochinois à contracter un emprunt de 200 millions de francs, remboursable en 75 ans, au plus, pour la réalisation de ce plan.
La ligne de chemin de fer entre Haïphong et Lào Cai a été divisée en deux sections. La réalisation du tronçon de la ligne entre Haïphong et Hanoï est faite par la colonie sur ses ressources et le prolongement de Hanoï à Lào Cai est confiée à un entrepreneur du Tonkin, Ferdinand Daurelle, à la suite d'une adjudication sur rabais de 9 %. La construction de ces tronçons doit respecter des délais : la section d'Haïphong à Hanoï doit être remise par la colonie à la compagnie concessionnaire avant le 1er avril 1903 et celle d'Hanoï à Lào Cai avant le 1er avril 1905.
La France a obtenu l'autorisation de construire et d'exploiter, ou de faire exploiter par une société désignée par le gouvernement français, la ligne de chemin de fer, entre Lào Cai et Yunnanfou, prolongeant celle allant de Hanoï à la frontière chinoise par une convention signée le 10 avril 1898. Le gouvernement chinois ne s'est engagé qu'à fournir les terrains nécessaires pour la voie et les annexes. La convention prévoit que la compagnie concessionnaire construit à ses frais et risques la ligne de chemin de fer.
Une mission technique pour étudier le tracé de la voie dans le Yunnan a été envoyé sur place après la décision du conseil des ministres du 9 juillet 1897. La direction en a été confiée à l'ingénieur en chef des ponts et chaussées Guillemoto, assisté de l'ingénieur des mines Leclère pour étudier la géologie. Le Comité des forges a mandaté l'ingénieur Bélard pour prendre contact avec les industriels chinois. Le rapport est remis en août 1898.
Une convention est signée le 15 juin 1901 entre Paul Doumer, gouverneur général de l'Indochine, et la Banque de l'Indochine, le Comptoir national d'escompte, la Société générale et le Crédit industriel. Il est prévu de créer une société concessionnaire spéciale auquel doit être confié l'exploitation de la ligne totale de Haïphong à Yunnan-Sen (Kumning), soit 853 km, et qui doit assurer la construction du tronçon de Lào Cai à Yunnan-Sen, soit 468 km. La Chambre des députés a discuté du projet de loi approuvant cette convention le 27 juin.

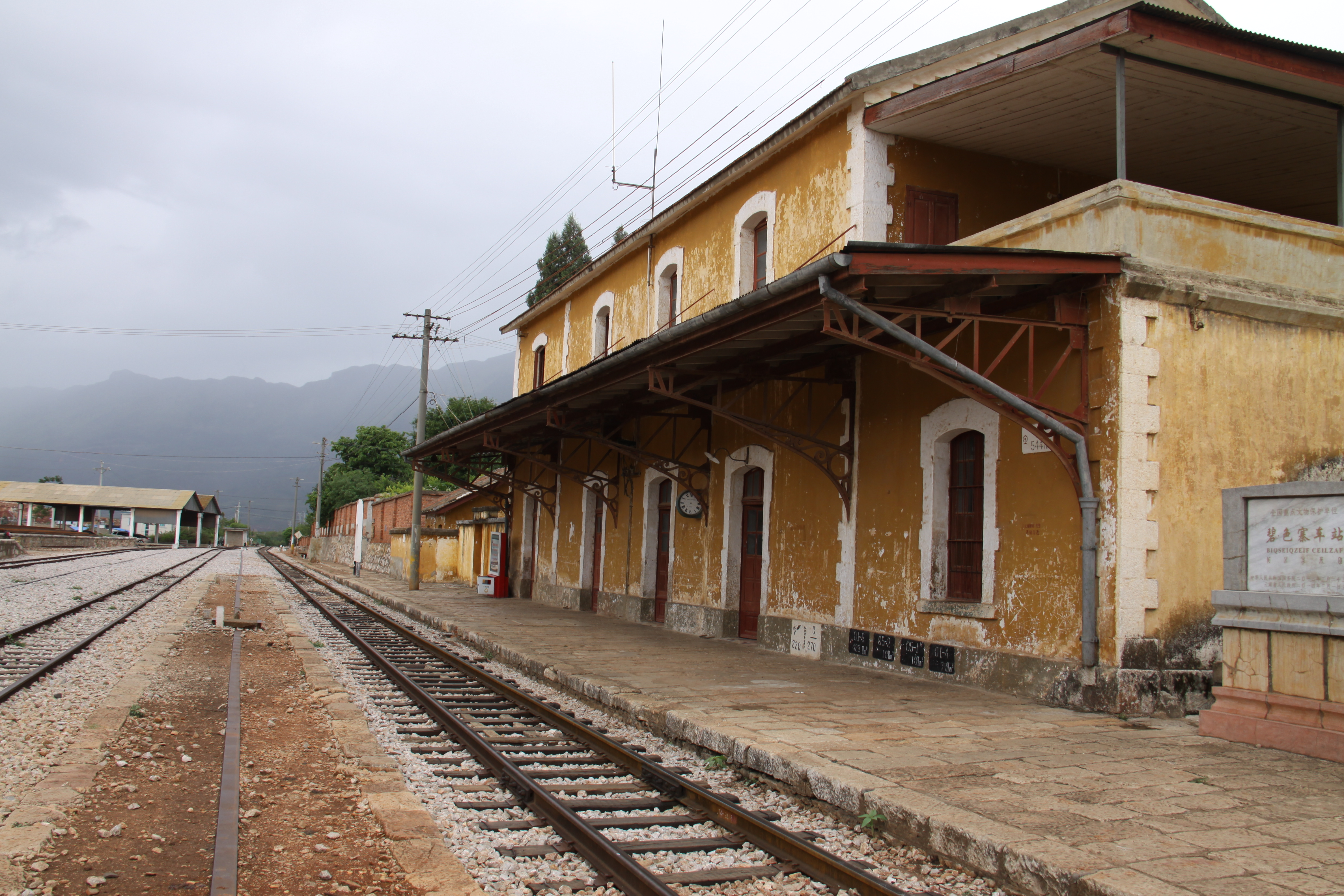
Gare de Bisezhai à Mengzi, au style très français, dans la province du Yunnan

La construction de la ligne du Yunnan doit être construite en deux tronçons avec des délais : la première section, de Lào Cai jusqu'à Mongtsé (Xian de Mengzi), actuelle gare de Bisezhai (à l'époque translittéré selon l'EFEO : Pi-che-Tchai), doit en être terminée deux ans après l'ouverture de la ligne venant de Hanoï jusqu'à Lào Cai et la seconde, jusqu'à Yunnanfou ou Yunnan-sen (Kunming) trois ans plus tard.
La Compagnie française des chemins de fer de l'Indochine et du Yunnan est constituée en 1901 avec un capital de 12 500 000 francs.
Cette partie de la ligne est construite par la France entre 1904 et 1910. Cette entreprise repose très largement sur l’utilisation d’une main-d’œuvre de coolies, chinois et surtout annamites. Plus de 60 000 ouvriers ont été employés entre 1903 et 1910 pour sa construction ainsi que nombreux ingénieurs français pour ses études et sa réalisation.
La dureté des conditions de travail, du climat, les maladies, les fauves, la répétition des troubles sociaux font de cette expédition un gouffre humain. Sur les 67 000 employés qui participent au terrassement et à l’édification des ouvrages d’art, 12 000 trouvent la mort. 80 ingénieurs perdirent également la vie durant ce gigantesque chantier.
La ligne de chemin de fer comprend :
- 3 422 ponts en maçonnerie,
- 22 viaducs métalliques, dont le viaduc de Faux-Namti,
- 155 tunnels.

La ligne a été inaugurée le 1er avril 1910.
En 1940, les Chinois démontent la ligne durant l'invasion japonaise et après la Seconde Guerre mondiale, le contrôle du tronçon du Yunnan est abandonné aux Chinois contre le départ de leurs troupes commandées par Long Yun.
En 1949, les communistes prennent le contrôle du Yunnan et le chemin de fer sert à alimenter les éléments du Việt Minh.
Aujourd'hui, la ligne est appelée, pour la partie chinoise, ligne ferroviaire Kun-He (zh) (昆河铁路), elle relie, la gare de Kunming-Nord à la gare de gare de Hekou (zh), dans le xian autonome yao de Hekou, avant de rejoindre le Viêt Nam.